# Триплатинапентацирконий
Триплатинапентацирконий — бинарное неорганическое соединение
платины и циркония
с формулой Pt3Zr5,
кристаллы.

## Получение
- Сплавление стехиометрических количеств чистых веществ:

{\displaystyle {\mathsf {3\,Pt+5\,Zr\ {\xrightarrow {1725^{o}C}}\ Pt_{3}Zr_{5}}}}

## Физические свойства
Триплатинапентацирконий образует кристаллы
гексагональной сингонии,
пространственная группа P 63/mcm,
параметры ячейки a = 0,8201 нм, c = 0,5405 нм, Z = 2,
структура типа трисилицида пентамарганца Mn5Si3
.
Соединение образуется по перитектической реакции при температуре 1725 °C 
и имеет область гомогенности 62,5÷65,5 ат.% циркония.
При температуре 7,2 К переходит в сверхпроводящее состояние 